# Гжегожовиці-Великі
Гжегожовиці-Великі (пол. Grzegorzowice Wielkie) — село в Польщі, у гміні Івановиці Краківського повіту Малопольського воєводства.
Населення — 256 осіб (2011).
У 1975-1998 роках село належало до Краківського воєводства.

## Демографія
Демографічна структура станом на 31 березня 2011 року:
|          | Загалом | Допрацездатний вік | Працездатний вік | Постпрацездатний вік |
| -------- | ------- | ------------------ | ---------------- | -------------------- |
| Чоловіки | 139     | 34                 | 89               | 16                   |
| Жінки    | 117     | 19                 | 70               | 28                   |
| Разом    | 256     | 53                 | 159              | 44                   |